# Dragó perlat
El dragó perlat (Lucasium damaeum) és una espècie de dragó endèmic d'Austràlia.

## Descripció

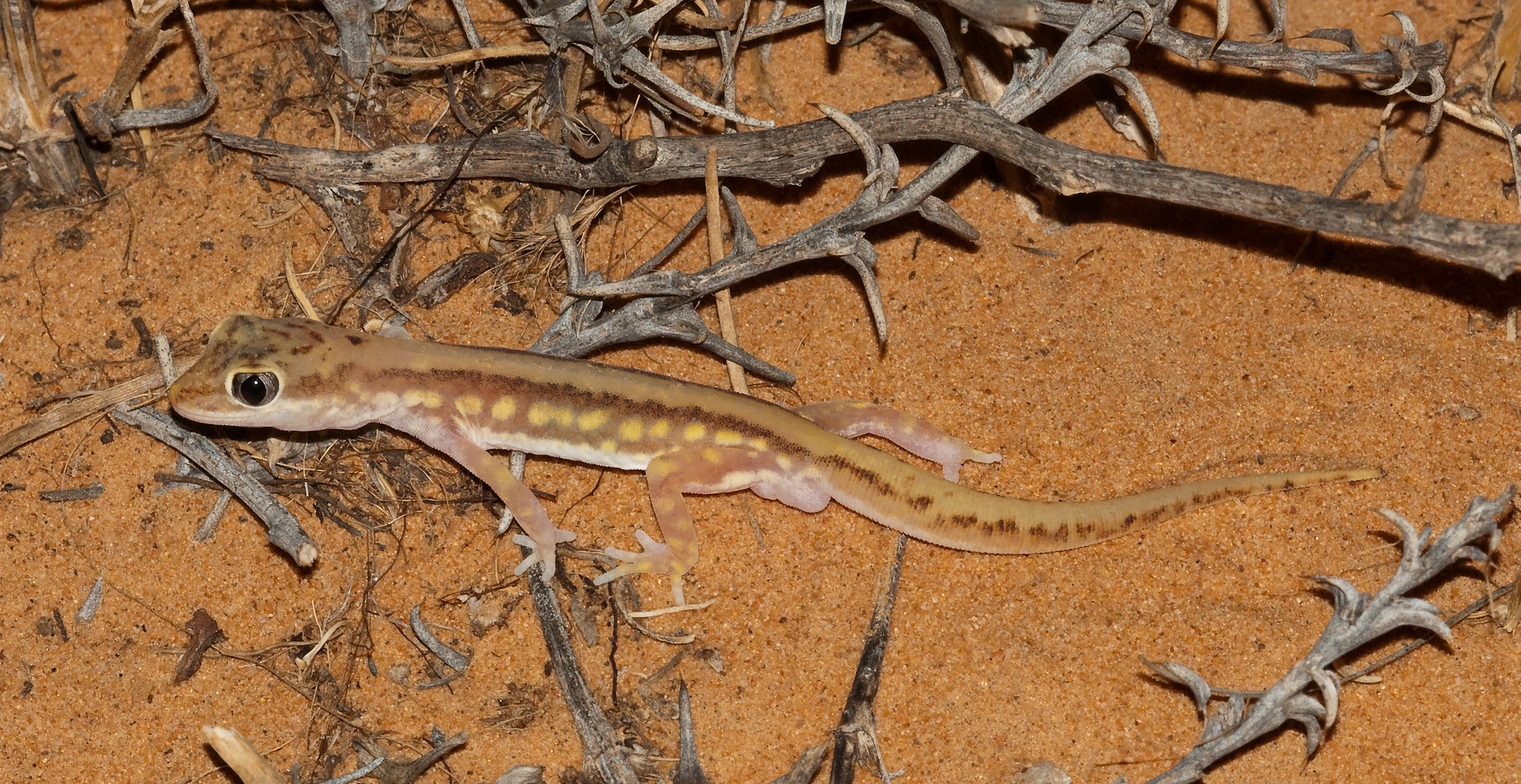
Un dragó perlat

Hi ha poques espècies del gènere Lucasium i és endèmica d'Austràlia. El dragó perlat fa 7 cm de llargària i és de color marró vermellós a la part superior, té un patró a la pell que sembla unes cadenes de perles que envolten la franja vertebral, que és de color crema pàl·lida. Línies simples de taques pàl·lides corren pel costat del seu cos amb taques més petites disperses que cobreixen les seves extremitats marró fosc i el cos circumdant. Aquest dragó té un musell arrodonit (amb la connexió rostral amb la fosa nasal), de color marró vermellós amb una parpella superior blanca o crema que no és capaç de cobrir, protegir o netejar. Té els ulls coberts d'escates transparents protectores. Per mantenir l'ull net, utilitzen la seva llengua llarga i plana. Amb els ulls relativament grans, la pupil·la és una escletxa vertical prima durant el dia i arrodonida i plena a la foscor. La cua és un continu recte del cos i la cua original té patrons continus des del cos cap avall, però reproduirà cues marrons llises o taques més fosques. Els dits dels peus són plans i sense coixinets adhesius i normalment són de color blanquinós. Els seus peus no són aptes per escalar. És un animal nocturn. S'amaga durant el dia i surt a la nit, pot recorre grans distàncies a la recerca de menjar.

## Habitat
Els dragons perlats es troben a parts de clima més sec a semiàrid d'Austràlia. És un animal terrestre que es pot trobar en una varietat d'hàbitats desèrtics secs, des dels boscos de la sabana fins als turons de sorra coberts de spinifex. Durant el dia, el dragó utilitza forats d'aranya com a refugi abans de sortir a la nit a caçar en zones obertes.

## Reproducció
És un animal ovípar, és a dir, pon ous en lloc de donar a llum. Se sap que les femelles ponen 2 ous per posta. Com la majoria dels rèptils australians, tenen una temporada de reproducció que va de finals de setembre a desembre. Els mascles tenen òrgans sexuals aparellats, cadascun independent.

## Dieta
Com la majoria dels llangardaixos petits, s'alimenten principalment d'insectes. La mandíbula està envoltada de dents curtes i fines; tanmateix, la presa és aixafada en lloc de ser mastegada.

## Amenaces
Les amenaces inclouen la pèrdua d'hàbitat i depredadors salvatges com gossos, gats i guineus.